# Lestodiplosis acanthoidis
Lestodiplosis acanthoidis är en tvåvingeart som beskrevs av Barnes 1928. Lestodiplosis acanthoidis ingår i släktet Lestodiplosis och familjen gallmyggor. Inga underarter finns listade i Catalogue of Life.